# Judith Collins
Judith Anne Collins (ur. 24 lutego 1959 w Hamilton) – nowozelandzka prawniczka i polityk, w latach 2020–2021 liderka Nowozelandzkiej Partii Narodowej, od 2023 minister obrony i prokurator generalna Nowej Zelandii.

## Życiorys

### Młodość i wykształcenie
Jest najmłodszym z szóstki dzieci Percy’ego i Jessie Collinsów, pochodzących z miejscowości Walton w regionie Waikato. Jej rodzina zajmowała się mleczarstwem. W latach 1972–1976 uczęszczała do Matamata College, w 1981 uzyskała licencjat, a w 1987 magisterium z nauk prawnych z wyróżnieniem na University of Auckland. W międzyczasie, w 1984, obroniła magisterium z nauk podatkowych. W 2020 ukończyła studia podyplomowe z zakresu bezpieczeństwa i higieny pracy na Uniwersytecie Masseya. W latach 1981–2002 pracowała zawodowo w Auckland, m.in. jako radczyni prawna czy członkini towarzystw prawniczych.

### Wczesna kariera polityczna (2002–2008)
W 2002 uzyskała mandat do Izby Reprezentantów Nowej Zelandii z ramienia Nowozelandzkiej Partii Narodowej w okręgu Clevedon. W 2008, 2011, 2014, 2017, 2020 i 2023 uzyskiwała reelekcję w okręgu Papakura.
W latach 2002–2003 pełniła urząd rzeczniczki Izby ds. spraw wewnętrznych, w latach 2003–2004 – ds. turystyki i wysp Pacyfiku, w latach 2004–2005 – ds. zdrowia i wysp Pacyfiku, a w latach 2005–2006 – ds. zdrowia. W latach 2005–2008 była wiceprzewodniczącą Komisji ds. Usług Społecznych.

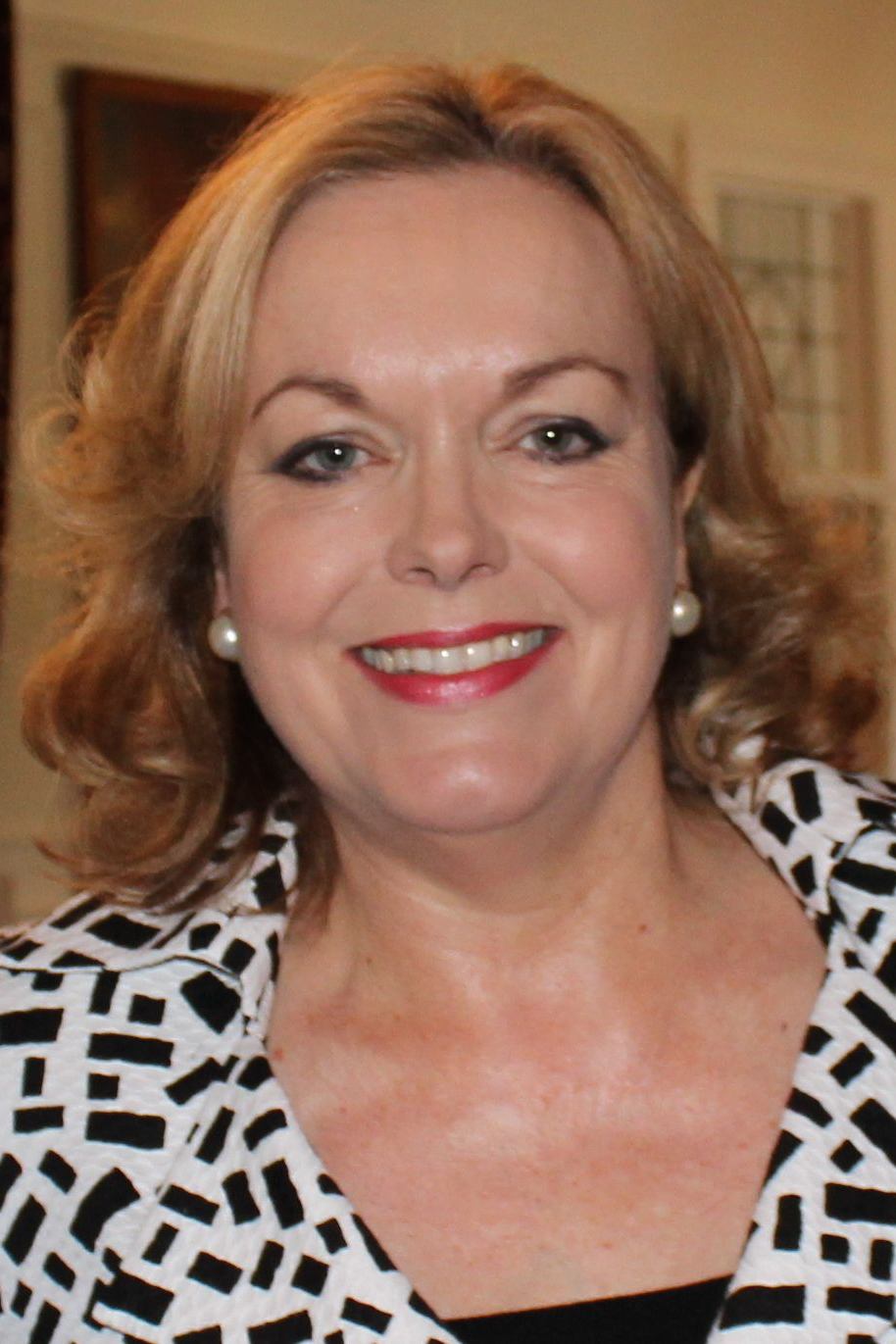
Judith Collins, 2016

### Minister (2008–2014, 2015–2017)
19 listopada 2008 powołana na urząd ministra policji, więziennictwa i spraw weteranów w gabinecie Johna Keya. Po wyborach w 2011 roku mianowana ministrem sprawiedliwości.
W 2014, podczas kolacji w trakcie wizyty zagranicznej w Pekinie, Collins miała negocjować ułatwienie wejścia na rynek chiński firmy eksportowej Oravida, w której zarządzie zasiada mąż Collins. Minister postanowiła nie ujawnić szczegółów spotkania, co wywołało kontrowersje. Po incydencie została upomniana przez premiera Keya. Collins zapewniła, że kolacja miała charakter prywatny i przeprosiła za zaistniałą sytuację, a premier poinformował, że nie zamierza jej pozbawić pracy w rządzie. Jednak jeszcze w tym samym roku wyciekły e-maile z czasów pełnienia przez nią funkcji ministra policji, w których miała ona sugerować osłabienie pozycji szefa biura ds. przestępstw gospodarczych, Adama Feeleya. Wskutek trwającej kampanii wyborczej 30 sierpnia 2014 złożyła dymisję z urzędu ministra sprawiedliwości. Mimo to Collins zaprzeczyła, jakoby miała szkodzić Feeleyowi i obiecała pomoc w dochodzeniu. W listopadzie 2014 została oczyszczona z zarzutów.
W grudniu 2015 powróciła do rządu jako minister policji i więziennictwa. Po rezygnacji premiera Johna Keya wyraziła chęć objęcia fotelu lidera Nowozelandzkiej Partii Narodowej, lecz wycofała się z ubiegania się przywództwo, a nowym premierem został Bill English. 20 grudnia 2016 powołana na stanowiska ministra przychodów, społeczności etnicznej oraz energii i zasobów w jego gabinecie. Po wyborach w 2017 Partia Narodowa, mimo zajęcia pierwszego miejsca, straciła władzę na rzecz Partii Pracy. Collins pełniła urząd ministra do 26 października 2017. 

### W opozycji (2017–2023)
W listopadzie 2017 objęła urząd rzeczniczki opozycji ds. transportu i przychodów. 13 lutego 2018 Bill English zrezygnował z przywództwa w partii, a następnego dnia Collins ogłosiła chęć zostania jego następca. W wyborach na lidera została pokonana przez Simona Bridgesa. W 2018 została rzeczniczką ds. planowania, infrastruktury oraz mieszkalnictwa i rozwoju miast.
14 lipca 2020 wybrana liderką Nowozelandzkiej Partii Narodowej, zastępując na tej funkcji Todda Mullera. W wyborach parlamentarnych w 2020 kierowana przez nią formacja uzyskała 26,8% głosów i 35 mandatów. Wskutek tak słabego parlamentu nie dostało się wielu dotychczasowych posłów partii, w tym zastępca Collins, Gerry Brownlee, który sprawował mandat od 1996 roku. 
We wrześniu następnego roku wywołała kontrowersje, kiedy krytykując mikrobiolożkę Siouxsie Wiles za spacerowanie po plaży podczas izolacji z powodu epidemii COVID-19, nazwała ją wielką, grubą hipokrytką. 24 listopada 2021, za niejednomyślną akceptacją ze strony zarządu partii, zdegradowała byłego lidera Simona Bridgesa z powodu doniesień o zastraszanie przez niego jednego z partyjnych kolegów. Decyzja ta wywołała opór części polityków partii. Formacja uchwaliła wobec Collins wotum nieufności, w związku z czym 25 listopada 2021, po 499 dniach urzędowania, ustąpiła z funkcji liderki.
W grudniu 2021 została rzeczniczką ds. innowacji naukowej i techniki, a w styczniu 2023 również ds. informacji o terenie oraz dygitalizacji rządowej.

### Powrót do rządu (od 2023)
W 2023 Partia Narodowa wygrała wybory parlamentarne, a Judith Collins została powołana na stanowisko ministra obrony, dygitalizacji rządowej, kosmosu, nauki, innowacji i techniki, ds. Służby Wywiadowczej Nowej Zelandii, ds. Rządowego Biura Bezpieczeństwa Łączności oraz ds. reakcji rządu na raport Komisji Królewskiej dotyczący zamachów na meczety w Christchurch. Otrzymała łącznie siedem tek ministerialnych, najwięcej spośród wszystkich członków rządu. Prócz tego objęła stanowisko prokuratora generalnego. Podczas rekonstrukcji gabinetu w 2025 roku przestała pełnić urząd ministra nauki, innowacji i techniki, przejmując jednocześnie odpowiedzialność za sektor usług publicznych.

## Życie prywatne
Mieszka w Auckland. Jej mężem jest David Wong-Tung, ma z nim syna Jamesa.